# Campeonato de Wimbledon 1935
La edición 55.º del Campeonato de Wimbledon se celebró entre el 24 de junio y el 5 de julio de 1935 en las pistas del All England Lawn Tennis and Croquet Club de Wimbledon, Londres, Inglaterra.
El cuadro individual masculino lo iniciaron 128 jugadores mientras que el femenino lo iniciaron 96 tenistas.

## Hechos destacados
En la competición individual masculina se impuso el británico Fred Perry logrando el segundo título que obtendría en el torneo al imponerse en la final al alemán Gottfried von Cramm.
En la competición individual femenina la victoria fue para la americana Helen Wills Moody logrando el séptimo título que obtendría en Wimbledon al imponerse a la americana Helen Hull Jacobs.

## Palmarés
| Seniors              | Vencedor                   | Resultado               | Finalista                                | Finalista |
| -------------------- | -------------------------- | ----------------------- | ---------------------------------------- | --------- |
| Individual masculino | Fred Perry                 | 6–2, 6–4, 6–4           | Gottfried von Cramm                      |           |
| Individual femenino  | Helen Wills Moody          | 6–3, 3–6, 7–5           | Helen Hull Jacobs                        |           |
| Dobles masculino     | Jack Crawford Adrian Quist | 6–3, 5–7, 6–2, 5–7, 7–5 | Wilmer Allison John Van Ryn              |           |
| Dobles femenino      | Freda James Kay Stammers   | 6–1, 6–4                | Simone Mathieu Hilde Krahwinkel Sperling |           |
| Dobles mixto         | Dorothy Round Fred Perry   | 7–5, 4–6, 6–2           | Nell Hall Hopman Harry Hopman            |           |

## Cuadros Finales

### Torneo individual  femenino
| Predecesor: 1934                         | Campeonato de Wimbledon 1935 | Sucesor: 1936                                       |
| Predecesor: Torneo de Roland Garros 1935 | Grand Slam 1935              | Sucesor: Campeonato nacional de Estados Unidos 1935 |

- Datos: Q423283